# Humphry Davy
Sir Humphry Davy [hámfri dêjvi], PRS, angleški kemik in fizik, * 17. december 1778, Penzance, grofija Cornwall, Anglija, † 29. maj 1829, Ženeva, Švica.

## Življenje in delo
Že kot otrok je izredno hitro dojemal to, kar je videl napisano. Zdelo se je, da je knjigo le prelistal, toda vedel je povedati, kaj piše v njej. Ta sposobnost mu je ostala celo življenje. Leta 1784 so ga dali v lekarno na delo. Že takrat je doma delal eksplozivne snovi in po nerodnosti polil sestrino obleko z jedkimi snovmi. Leta 1799 je Davy prvič prišel v London. Poskusi z vodo so ga privedli na misel, da bi poizkusil prevajati elektriko tudi v drugih tekočinah. Toda ni vzel navadne tekočine, vzel je talino dveh dobro znanih snovi, kalijevega in natrijevega karbonata – in tako je odkril dve alkalijski kovini: kalij in natrij. Ko je svoje poskuse pokazal pri svojih predavanjih, je bilo navdušenje neznosno. Davy je bil na vrhuncu svoje uspeha in slave.
Odkril je tudi kalcij, bor, magnezij, stroncij in barij. Poleg tega je ugotovil, da je klor element in da je vodik prisoten v vseh kislinah. Še danes je Davy najbolj znan kot izumitelj varnostne jamske svetilke za rudarje. Odklonil je prijavo patenta svetilke zato, ker ni bila čisto zanesljiva in so se tudi z njo dogajale nesreče.  Svetilka se preveč segreje in takrat udari skoznjo plamen, mešanica zraka in metana pa se vžge.
V letih 1819, 1827 in 1828 je potoval po Slovenskem, posebej rad se je vračal v Podkoren, kjer so mu na 1889 na fasadi Čašeljnove hiše (pri Razingerju, tedaj poštna postaja s prenočišči), vzidali nemško spominsko ploščo in jo po prvi svetovni vojni zamenjali s slovensko.

## Priznanja

### Nagrade
Za svoje znanstvene dosežke je Davy leta 1805 prejel Copleyjevo medaljo Kraljeve družbe iz Londona.
Leta 1827 je skupaj s Friedrichom Georgom Wilhelmom von Struvejem prejel Kraljevo medaljo Kraljeve družbe.